# Roseland (Kalifornien)
Roseland ist ein Stadtteil von Santa Rosa im Sonoma County im US-Bundesstaat Kalifornien. Der ehemalige Census-designated place wurde zum 1. November 2017 eingemeindet. Im Jahr 2010 wurden 6.325 Einwohner gezählt.